# Айткулов, Мустафа Айткулович
Мустафа Айткулович Айткулов (1902—1965) — бригадир навалоотбойщиков шахты № 8/9 комбината «Карагандауголь», Герой Социалистического Труда.

## Биография
Родился в 1902 году в одном из аулов современного Каркаралинского района Карагандинской области Казахстана, в семье батрака. Казах.
С детства работал в личном хозяйстве. Рано остался без родителей, батрачил у баев. В 1928 году одним из первых вступил в колхоз.
В 1932 году перебрался в город Караганда. Пришел работать на шахту № 8/9, с которой связал всю трудовую жизнь. Вначале работал откатчиком, затем перешёл в лаву и освоил профессию навалоотбойщика. В 1934 году вступил в компартию.
В годы Великой Отечественной войны каждую смену выполнял более двух норм. По его инициативе в бассейне развернулось движение за выполнение каждым горняком двух норм в смену, за бесперебойное снабжение карагандинским углем фронта и тыла. Добыча угля на шахте № 8/9 выросла в 1,6 раза. В этом была немалая заслуга и Мустафы Айткулова.
В послевоенные годы был избран бригадиром комплексной бригады. За 2 года и 8 месяцев его бригада выполнила план 4-х лет. В 1948 году — взял обязательство годовой план выполнить ко Дню шахтера, и выполнил это обязательство.
Указом Президиума Верховного Совета СССР от 28 августа 1948 года за выдающиеся успехи в деле увеличения добычи угля, восстановления и строительства угольных шахт и внедрение передовых методов работы, обеспечивающих значительный рост производительности труда Айткулову Мустафе Айткуловичу присвоено звание Героя Социалистического Труда с вручением ордена Ленина и золотой медали «Серп и Молот».
Работал на шахте № 8/9 имени Горбачева до выхода на пенсию. За многие годы работы воспитал и обучил многих горняков передовому методу выемки угля по графику цикличности.
Неоднократно избирался депутатом областного и городского Советов депутатов, был избран членом Центрального Комитета Компартии Казахстана.
Жил в городе Караганда. Скончался в 1965 году.

## Награды
- Награждён орденами Ленина (1948), Трудового Красного Знамени (1947), медалями

## Память
Его имя увековечено на стеле «Шахтёрской славы» в жилом массиве Майкудук города Караганды.